# Drattrum
Drattrum ist eine Ortschaft in der Gemeinde Klein St. Paul im Bezirk Sankt Veit an der Glan in Kärnten (Österreich). Die Ortschaft hat 14 Einwohner (Stand 1. Jänner 2024). Sie liegt auf dem Gebiet der Katastralgemeinde Wieting.

## Lage
Die Ortschaft liegt im Westen der Gemeinde Klein Sankt Paul, südwestlich von Wieting, rechts der Görtschitz und am Zedlkogel. In der Ortschaft werden folgende Hofnamen geführt: Blumberger (Nr. 2) und Hansl (Nr. 5). In der zweiten Hälfte des 20. Jahrhunderts kamen die Höfe Neubauer (südlich vom Hansel) und Gutwitscher (südlich vom Blumberger) ab.

## Geschichte
Der Ort wurde zwischen 1188 und 1200 erstmals, als Vratran, genannt; 1260 als Fratram. Der Ortsname stammt aus dem Slowenischen und bedeutet Bruderdorf, wird mundartlich in der Neuzeit im Deutschen aber als gedrahtes (gedrehtes) Drumm missdeutet und mit dem sächlichen Artikel bezeichnet. Auf dem Gebiet der Steuergemeinde Wieting liegend, gehörte die Ortschaft in der ersten Hälfte des 19. Jahrhunderts zum Steuerbezirk Wieting. Bei Gründung der Ortsgemeinden im Zuge der Reformen nach der Revolution 1848/49 kam Drattrum an die Gemeinde Wieting. Seit der Gemeindestrukturreform 1973 gehört Drattrum zur Gemeinde Klein Sankt Paul.

## Bevölkerungsentwicklung
Für die Ortschaft zählte man folgende Einwohnerzahlen:
- 1869: 7 Häuser, 26 Einwohner[4]
- 1880: 6 Häuser, 30 Einwohner[5]
- 1890: 4 Häuser, 42 Einwohner[6]
- 1900: 4 Häuser, 65 Einwohner[7]
- 1910: 7 Häuser, 52 Einwohner[8]
- 1923: 8 Häuser, 46 Einwohner[9]
- 1934: 45 Einwohner[10]
- 1951: 49 Einwohner[11]
- 1961: 5 Häuser, 36 Einwohner[12]
- 1971: 35 Einwohner[11]
- 1981: 37 Einwohner[11]
- 1991: 16 Einwohner[11]
- 2001: 3 Gebäude (davon 2 mit Hauptwohnsitz) mit 4 Wohnungen; 12 Einwohner und 4 Nebenwohnsitzfälle; 4 Haushalte; 0 Arbeitsstätten, 2 land- und forstwirtschaftliche Betriebe[13]
- 2011: 3 Gebäude, 9 Einwohner, 3 Haushalte, 1 Arbeitsstätte[14]
- 2021: 4 Gebäude, 14 Einwohner, 4 Haushalte, 3 Arbeitsstätten[15]